# 桂昌院

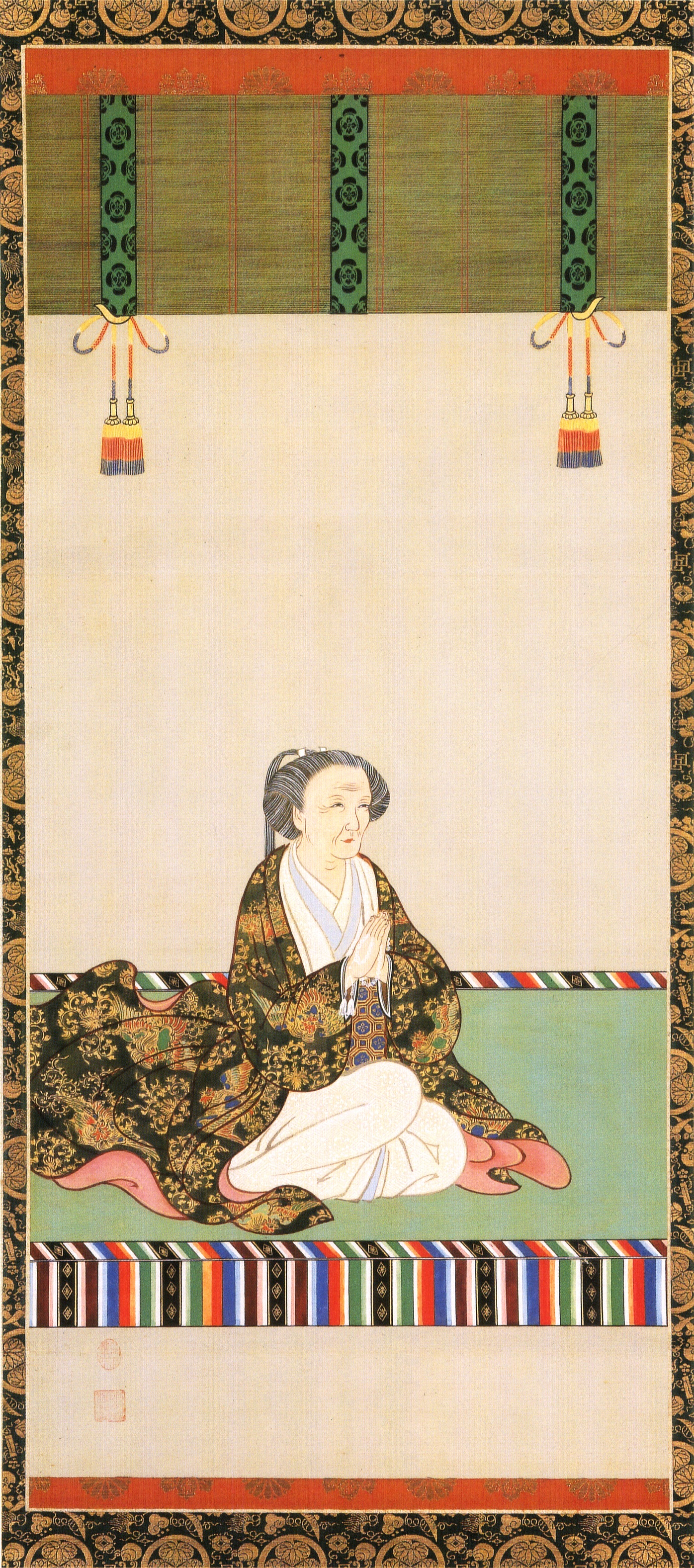
桂昌院像（長谷寺蔵）

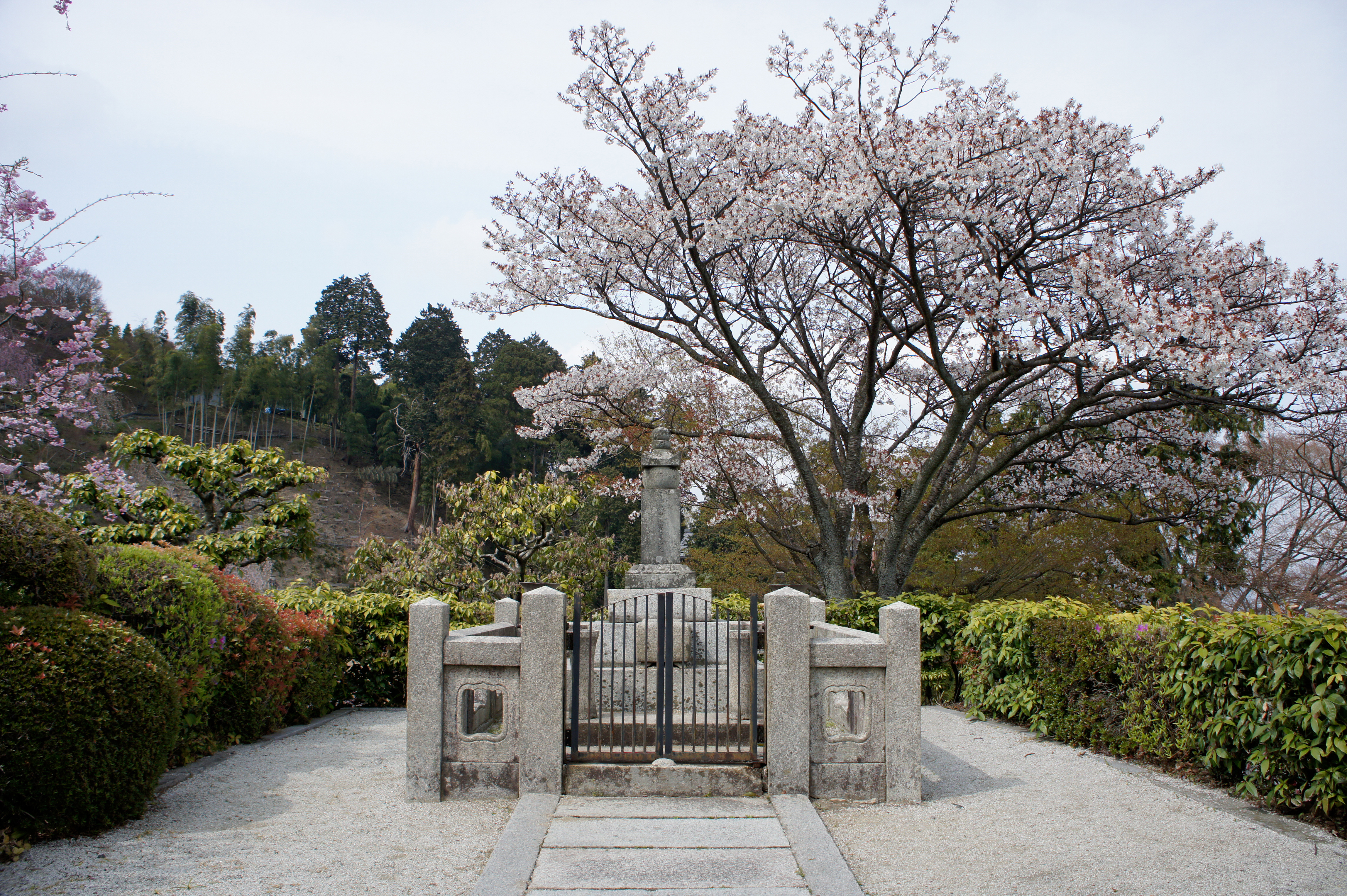
桂昌院廟（善峯寺）

桂昌院（けいしょういん、寛永4年（1627年） - 宝永2年6月22日（1705年8月11日））は、江戸幕府3代将軍・徳川家光の側室で、5代将軍・綱吉の生母。通称は玉。光子。『徳川実紀』によれば、父は北小路（本庄）太郎兵衛宗正（宗利）。母は鍋田氏。兄に北小路道芳（後に本庄姓を賜り本庄道芳）、弟に本庄宗資がいる。

## 生涯
京都の大徳寺付近で産まれる。『徳川実紀』によれば、父は関白・二条光平の家司である北小路（本庄）太郎兵衛宗正だが、実際の出身はもっと低い身分であるという噂が生前からあった。桂昌院と同時代の人物の記録では、朝日重章の日記『鸚鵡籠中記』に、従一位の官位を賜ったときに西陣織屋の娘であるという落首があったことが記されており、また戸田茂睡の『御当代記』に畳屋の娘という説が記されている。黒川道祐の『遠碧軒記』人倫部は二条家家司北小路宮内が「久しく使ふ高麗人の女」に産ませた娘とする。死後やや経ってからの『元正間記』には大根売りの妹、さらに後の時代の『玉輿記』には、父は八百屋の仁左衛門で養父が北小路太郎兵衛宗正という説が記されている。遺骨検分をした人類学者の鈴木尚は、本庄宗利（宗正）の後妻（八百屋の未亡人）の連れ子説をとっている。
寛永16年（1639年）に部屋子として家光の側室・お万の方に仕え、後に春日局の目にとまり、「秋野」という候名で、局の指導を受けるようになる。長じて将軍付き御中臈となり、家光に見初められて側室となり、正保3年（1646年）1月に綱吉を産んだ。
慶安4年（1651年）に家光が死ぬと落飾して大奥を離れ、筑波山知足院に入る。4代将軍・家綱の死後、延宝8年（1680年）に綱吉が将軍職に就くと、江戸城三の丸へ入った。貞享元年（1684年）11月に従三位を、元禄15年（1702年）2月には女性最高位の従一位の官位と、藤原光子（または宗子）という名前を賜る。宝永2年（1705年）6月に79歳で没。
実家・本庄氏は桂昌院の威光により、その一族は高富藩・小諸藩・宮津藩・笠間藩・足利藩などの小藩ながら大名として立身出世を果たしている。墓所は東京都港区の増上寺。遺髪塚が寺の復興に貢献した京都府京都市西京区の善峯寺に「桂昌院廟」として存在する。

## 逸話
- 男子の生まれない綱吉に対し、帰依していた亮賢に僧の隆光を紹介され生類憐れみの令発令に関わったとされる。ただし近年では生類憐れみ政策が開始された時期が、隆光の江戸滞在以前であると考えられており、隆光主因説は後退している[3]。
- 自分と同じく家光側室だった順性院と対立し、折檻を受けたと伝わる。
- 綱吉が館林藩主時代は、白山御殿（現・東京都文京区白山 旧・白山御殿町）に住み、京の五摂家鷹司家より信子を御簾中として綱吉の正室に迎え、自分の部屋子のお伝を綱吉の側室として差し出した。綱吉の正室の信子とは嫁・姑の関係で仲が悪かったといわれるが、確証はない。
- 仏教への帰依が深く、護国寺は桂昌院の発願により、上野国（群馬県）碓氷八幡宮の別当、大聖護国寺の亮賢僧正を招き開山とし、幕府所属の高田薬園の地を賜い、堂宇を建立し、桂昌院念持仏の天然琥珀如意輪観世音菩薩像を本尊とし、号を神齢山悉地院護国寺と称し、寺領三百石を賜ったことに始まる[4]。
- また、京都の智積院の金堂を建立したり、応仁の乱で一部が焼失した京都の善峯寺・金蔵寺・南禅寺・乙訓寺・清涼寺・西明寺・真如堂などの再建・再興に尽力している。
- 寵僧である護持院隆光を通じて、子の徳川綱吉と共に、奈良時代に大和国（奈良県）で鑑真が開基した唐招提寺にも帰依した[5]。南北朝時代と戦国時代の戦乱で荒廃した唐招提寺の復興に尽力し、元禄11年（1698年）には戒壇院の再興を行った[5]。
- 衣服の襟や袖に当て布をする習慣があった。｢下げ渡される人間にとっては襟や袖の汚れた着物は気持ちの良いものではない｣との理由を綱吉に説明している。
- しばしば「玉の輿」の語源とされるが、俗説に過ぎないようである。大徳寺塔頭の総見院では、「玉の輿」の玉とは桂昌院のことと語り伝えていた。また、京都の今宮神社の名物（あぶり餅）は玉のような餅を食べ、玉（桂昌院）のようなご利益をあやかろうとしたという言い伝えがある。
- 埋葬された増上寺で徳川将軍家の墓地が改葬された際に、遺骨の調査を担当した鈴木尚が中心となって編纂した『増上寺徳川将軍墓とその遺品・遺体』によれば、血液型はA型で、四肢骨から推定した身長は146.8cmである。当時の平均身長は145cm前後であったためやや長身で、庶民的な丸顔で下顔部が狭く、鼻の秀でた美人であったという[1]。
- 明治維新の直後、桂昌院の御霊屋の遺物がオランダ人に売り払われそうになったが、美術品の国外流出の危機を聞いた大倉喜八郎が3万円を工面して建物ごと購入。後に大倉集古館を設立する契機の一つとなった[6]。

## 関連作品
小説
- 大奥婦女記 （講談社文庫 著：松本清張）
- 徳川の夫人たち、続・徳川の夫人たち （朝日文庫 著：吉屋信子）
- 浪人若さま新見左近 （コスミック出版 著：佐々木裕一）左近の命を狙う悪党として登場する

漫画
- よしながふみ『大奥』（白泉社）※男女逆転設定
- 藤村真理『めでたく候』（集英社）

映画
- 水戸黄門 （1957年・東映 演：入江たか子）
- 旗本退屈男 謎の紅蓮塔 （1957年・東映 演：勝浦千浪）
- 徳川女系図 （1968年・東映 演：喜多川千鶴）
- 江戸城大乱 （1991年・東映 演：十朱幸代）
- 大奥 百花繚乱 （2008年・エスピーオー 演：滝沢乃南）
- 大奥〜永遠〜［右衛門佐・綱吉篇］ （2012年・松竹 演：西田敏行）※男女逆転設定

テレビドラマ
- 徳川の夫人たち （1967年・テレビ朝日 演：緑魔子）
- 大奥 （1968年・関西テレビ 演：伊藤榮子→月丘夢路）
- 水戸黄門（第1部） （1969年・TBS 演：月丘夢路）
- 水戸黄門（第2部） （1970年・TBS 演：桜むつ子）
- 男は度胸 （1970年・NHK 演：夏川静枝）
- 大忠臣蔵 （1971年・テレビ朝日 演：高杉早苗）
- 元禄太平記 （1975年・NHK大河ドラマ 演：細川ちか子）
- 長七郎天下ご免! （1979年・テレビ朝日 演：山口朱美）
- 服部半蔵 影の軍団 （1980年・関西テレビ 演：茜ゆう子）
- 大奥 （1983年・関西テレビ 演：藤吉久美子→淡島千景）
- 忠臣蔵・女たち・愛 （1987年・TBS 演：杉村春子）
- 天下の副将軍 水戸光圀 （1992年・テレビ東京 演：町田博子）
- 八代将軍吉宗 （1995年・NHK大河ドラマ 演：藤間紫） ※当初は山田五十鈴の予定
- 元禄繚乱 （1999年・NHK大河ドラマ 演：京マチ子）
- 水戸黄門（第29部） （2001年・TBS 演：白木万理）
- 忠臣蔵 決断の時 （2003年・テレビ東京 演：星野美恵子）
- 大奥〜第一章〜 （2004年・フジテレビ 演：星野真里）
- 徳川綱吉 イヌと呼ばれた男 （2004年・フジテレビ 演：戸田恵子）
- 忠臣蔵 （2004年・テレビ朝日 演：新海なつ）
- 大奥〜華の乱〜 （2005年・フジテレビ 演：江波杏子）
- 水戸黄門2時間スペシャル （2006年・TBS 演：大空眞弓）
- 忠臣蔵 瑤泉院の陰謀 （2007年・テレビ東京 演：樋田慶子）
- 水戸黄門（第39部） （2008年・TBS 演：岩崎加根子）
- 水戸黄門（第40部） （2009年・TBS 演：岩崎加根子）
- 大奥〜誕生［有功・家光篇］ （2012年・TBS 演：田中聖〈幼少期：田中陽太〉）※男女逆転設定
- 大奥 （2023年・NHKドラマ10 演：奥智哉→竜雷太）※男女逆転設定